# Baeckea uncinella
Baeckea uncinella är en myrtenväxtart som beskrevs av George Bentham. Baeckea uncinella ingår i släktet Baeckea och familjen myrtenväxter. Inga underarter finns listade i Catalogue of Life.